# PC5 Weisse Ernz-Radweg
De PC5 Weisse Ernz-Radweg (Witte Ernzfietsroute of PC5 de l'Ernz Blanche) is een langeafstandsfietsroute in het Luxemburgse nationale fietsroutenetwerk. De route is nog volop in ontwikkeling en moet een verbinding worden tussen de PC2 Luxemburg-Echternach ten zuiden van Koedange en de PC3 Drei Rivieren-Radweg / PC16 Sauer-Radweg ten noorden van Medernach. Het traject staat op de planning om bewegwijzerd en uitgebreid te worden in twee richtingen. De route voert door Larochette met de imposante kasteelruïne. De route volgt het dal van de rivier Witte Ernz. Bij de monding in Reisdorf kan in de toekomst worden aangesloten op de PC3 en PC16. Het dal van dit riviertje loopt parallel aan het dal van de Alzette, maar ligt iets meer oostwaarts.

## Aansluitingen met andere routes
- In Ernster kan worden aangesloten op de PC2 Luxemburg-Echternach.
- In Mertert kan worden aangesloten op de Moselradweg en de PC3 Drei Rivieren-Radweg.